# Lijst van grietmannen van Langewold
Dit is een lijst van grietmannen van de voormalige Nederlandse grietenij Langewold in de provincie Groningen, die bestaan heeft tot 1803.
| Ambtsperiode | Naam grietman                                     | Leven              | Bijzonderheden |
| ------------ | ------------------------------------------------- | ------------------ | --- |
| 1445 - 1449  | Ile A(de)kema                                     |                    | |
| 1454 ~ 1479  | Sicke Poppema                                     |                    | |
| 1466 - 1476  | Syt Stormsma (Stormsumma)                         |                    | |
| 1476         | Eneko Landersumma                                 |                    | |
| 1484         | Menne Sywerts                                     |                    | |
| 1485         | Gerbrant Hyddema                                  |                    | |
| 1502         | Tyaert Harkuma                                    |                    | |
| 1510 - 1511  | Wyet Tyaersema                                    |                    | ook genoemd als grietman van Visvliet |
| 1510 - 1514  | Here Harkema                                      |                    | tevens grietman van Humsterland |
| 1516         | Harke Ywema                                       |                    | grietman van Westerdeel-Langewold; eerder grietman van Achtkarspelen                                                                         |
| 1538 ~ 1558  | Reiner Retkema                                    |                    | |
| 1543         | Johan Gaikinga                                    |                    | hoofdeling te Zuidhorn |
| 1549         | Jellinck Teeinge                                  |                    | |
| 1551         | Ocke Meinema                                      |                    | |
| 1551 - 1552  | Ipe Grusinghe/Kruesinghe                          |                    | |
| 1551         | Luirt Griminkghe / Meijt Harckema                 |                    | zie: GRA, Huisarchief Nienoord, han064, inv.nr. 64                                                                                           |
| 1558         | Ipo Hayema                                        |                    | |
| 1559         | Luert Grevinghe (Grevinck)                        |                    | |
| 1562         | Luppo Ywema                                       |                    | |
| 1563         | Boel Brungersma                                   |                    | |
| 1568         | Tyaerth Broersma                                  |                    | |
| 1572         | Abel Harckema                                     |                    | |
| 1573 - 1590  | Abel Grevinga/Grevijnck                           |                    | geestelijk, hoofdeling, tevens redger van Aduard                                                                                             |
| 1581         | Upcke van Burmania                                |                    | |
| ca. 1590     | Gadie Thenge                                      | ovl. 1614          | grietman van Westerdeel-Langewold |
| ca. 1590     | Ytien Luppema                                     | ovl. 1615          | |
| 1609 - 1610  | Johan in den Ham                                  |                    | grietman van Oosterdeel-Langewold |
| 1610 - 1622  | Assuerus/Sweer Hoenrichs/Hoenrix                  |                    | grietman van Westerdeel-Langewold |
| 1611         | Pabo Broersema                                    | 1586-1646          | 1626-1628 gecommitteerde ter Staten-Generaal namens de Ommelanden                                                                            |
| ca. 1612     | Wyt Siccama                                       | ca. 1585-1632      | grietman van Westerdeel-Langewold; 1615-1631 lid van de landdag van Stad en Lande                                                            |
| 1614 ~ 1625  | Sye Renties                                       |                    | |
| 1622 ~ 1648  | Hoijt Liuma                                       |                    | substituut-grietman van Westerdeel-Langewold, wordt 1622 en 1648 beëdigd                                                                     |
| 1624         | Edse Louwes                                       |                    | wordt 1624 beëdigd |
| 1627         | Ipe Haijema                                       |                    | |
| 1630 - 1643  | jonker Pabo Broersema                             | 1586-1646          | grietman van Oosterdeel-Langewold, hoofdeling                                                                                                |
| 1635 - 1642  | Christiaen Ketell                                 |                    | gecommitteerde van de Ommelanden |
| 1650         | jonker Tiaert thoe Nanszum op Hanckema            |                    | grietman van Oosterdeel-Langewold, hoofdeling                                                                                                |
| 1659         | jonker Bocco Ketel                                |                    | grietman van Westerdeel-Langewold |
| 1670 - 1675  | Gerhard Aldringa                                  | 1625-1701          | grietman van Ooster- en Westerdeel-Langewold                                                                                                 |
| 1674         | Claes Seeckema                                    |                    | mede grietman van Westerdeel-Langewold |
| 1677         | Henricus tho Nanszum op Buirsema                  |                    | grietman van Oosterdeel-Langewold |
| 1679         | Daniell de Hertoghe, heer op Feringa              | 1641-ca. 1684      | grietman van Ooster- en Westerdeel-Langewold                                                                                                 |
| 1680 - 1699  | jonker Derck Clant, heer op Hankema               | 1638-1700          | hoofdeling; grietman van Oosterdeel-Langewold                                                                                                |
| 1682 - 1694  | jonker Lucas Clant, heer op Aykema                | 1647-1705          | hoofdeling, grietman van Westerdeel-Langewold, Visvliet en de Ruigewaarden                                                                   |
| 1700 - 1703  | Jebbe Aldringa op Bijma                           | ovl. 1712          | zoon van Gerhard Aldringa; grietman van Oosterdeel-Langewold                                                                                 |
| 1707 - 1718  | Maurits Clant op Hanckema                         | 1667-1734          | zoon van Derck Clant; grietman van Oosterdeel-Langewold                                                                                      |
| 1714 ~ 1735  | jonker Rudolph d'Mepsche, heer van Bijma tot Faan | 1695-1754          | hoofdeling; grietman van Oosterdeel-Langewold                                                                                                |
| 1718 - 1726  | Assuerus Aldringa                                 |                    | broer van Jebbe Aldringa, grietman van Oosterdeel-Langewold                                                                                  |
| 1718 - 1726  | Menso Alting                                      | geb. 1688          | grietman van Oosterdeel-Langewold |
| 1720         | Allert Joost Clant, heer op Aylkema               | geb. 1670          | zoon van Lucas Clant; grietman van Westerdeel-Langewold                                                                                      |
| 1720         | jonker Unico Mighiel de Hertoghe, op Feringa      |                    | hoofdeling, grietman van Westerdeel-Langewold                                                                                                |
| 1722 -1728   | Peter Jan Swartte                                 |                    | grietman van Ooster- en Westerdeel-Langewold, de heerlijkheid Visvliet en de Drie Waarden; werd richter van Bellingwolde, Blijham en Pekela  |
| 1724         | Edzardt Jacob Clant                               | 1698-1750          | zoon van Maurits Clant op Hanckema; grietman van Oosterdeel-Langewold                                                                        |
| 1728 - 1730  | Joannes Robers                                    |                    | mede geconstitueerd grietman van Ooster- en Westerdeel-Langewold                                                                             |
| 1729 - 1754  | Johannes Leuringh, J.U.D.                         | ca. 1700-vóór 1755 | grietman van Westerdeel-Langewold, ook grietman van Visvliet en de Westerwaard                                                               |
| 1731 - 1736  | Johannes van Rikkenga, J.U.D.                     | geb. ca. 1690      | geconstitueerd grietman van Ooster- en Westerdeel-Langewold, de heerlijkheid Visvliet en de Drie Waarden                                     |
| 1750 - 1758  | Hermannus Werumeus, J.U.D.                        |                    | grietman van Ooster- en Westerdeel-Langewold                                                                                                 |
| 1752 - 1754  | Maurits Clant van Hanckema                        | 1730-1804          | zoon van Edzardt Jacob Clant; grietman van Oosterdeel-Langewold                                                                              |
| 1752 - 1754  | Petrus van Wullen                                 |                    | grietman van Oosterdeel-Langewold |
| 1755 - 1756  | mr. Theodorus Beckeringh                          | 1712-1790          | grietman van Westerdeel-Langewold, werd secretaris van de Hoge Justitiekamer                                                                 |
| 1756         | Regnerus Tjaarda Nauta                            | 1724-1803          | grietman van Westerdeel-Langewold; later overrichter van Ten Post, lid van de gezworen gemeente van Groningen en secretaris van de weeskamer |
| 1756 - 1779  | Lambertus Fruytier, J.U.D.                        | 1729-1816          | grietman van Ooster- en Westerdeel-Langewold                                                                                                 |
| 1759 - 1760  | Enno Bolt                                         | geb. 1716          | grietman van Westerdeel-Langewold |
| 1759 - 1767  | mr. Theodorus Brunsvelt van Hulten                | 1719-1783          | grietman van Ooster- en Westerdeel-Langewold                                                                                                 |
| 1761 - 1762  | Rudolph Arnoldi (Ernoldi)                         |                    | geconstitueerd richter van Westerdeel-Langewold                                                                                              |
| 1762 - 1763  | Jan Gerhardt Geertsema van Sjallema               | 1729-1802          | grietman van Westerdeel-Langewold |
| 1763 - 1764  | Jan Taapkens                                      |                    | grietman van Westerdeel-Langewold |
| 1767 - 1786  | Melchior Willem de Raadt, J.U.D.                  | geb. 1744          | grietman van Ooster- en Westerdeel-Langewold, ook gecommitteerde raad van de Ommelanden en lid van het Hof van Justitie                      |
| 1779 - 1796  | Frans Izaak Guichart, J.U.D.                      | 1756-1827          | grietman van Oosterdeel-Langewold, later rechter te Appingedam                                                                               |
| 1787         | Lambertus Beckeringh, J.U.D.                      |                    | grietman van Westerdeel-Langewold |
| 1787 - 1789  | dr. Hindrik Harm Froon                            |                    | geconstitueerd grietman van Westerdeel-Langewold en de Drie Waarden                                                                          |
| 1792         | Willem Entrup, J.U.D.                             | 1739-1800          | grietman van Oosterdeel-Langewold, later raadsheer gerechtshof te Deventer                                                                   |
| 1792 - 1794  | Willem Hindrik Hoving                             |                    | grietman van Oosterdeel-Langewold |
| 1796 - 1803  | Hendrik van Weerden, J.U.D.                       | 1772-1813          | grietman van Westerdeel-Langewold en de Drie Waarden, later rechter te Appingedam                                                            |
| 1796 - 1802  | dr. Gerhard Jacob Keiser                          |                    | grietman van Oosterdeel-Langewold, werd secretaris van de Hoge Justitiekamer                                                                 |
| 1801 - 1803  | mr. Tammo Sypkens                                 |                    | grietman van Oosterdeel-Langewold |